# بکرگانج
بکرگانج (به لاتین: Bakerganj) یک منطقهٔ مسکونی در بنگلادش است که در ناحیه باریسال واقع شده‌است. بکرگانج ۴۱۷٫۲ کیلومتر مربع مساحت و ۳۱۳٬۸۴۵ نفر جمعیت دارد.